# رمپانت (فیلم)
رمپانت (انگلیسی: Rampant) یک فیلم تاریخی اکشن زامبی محصول سال ۲۰۱۸ کره جنوبی به کارگردانی کیم سونگ هون است. این فیلم در ۲۵ اکتبر ۲۰۱۸ منتشر شد. این فیلم درگیری میان شاهزاده تبعیدی، لی چونگ (هیون بین) و وزیر جنگ چوسان، کیم جا جون (جانگ دونگ گون) را با پس زمینهٔ رستاخیز زامبی‌ها روایت می‌کند.

## بازیگران

### اصلی
- هیون بین در نقش لی چونگ[۸]
- جانگ دونگ گون در نقش کیم جا جون[۹]

### مکمل
- کیم یی سونگ در نقش پادشاه لی جو
- جونگ مان شیک در نقش هاک سو
- جو وو جین در نقش پارک ئول ریونگ
- لی سون بین در نقش دوک هی[۱۰]
- سو جی هه در نقش صیغه جو
- کیم ده گون در نقش پزشک سلطنتی
- جو دال هوان در نقش راهب ده‌گیل
- هان جی اون در نقش بانو گیونگ[۱۱]
- هو جون سوک[۱۲]
- جونگ یو آن[۱۳]

### حضور ویژه
- کیم ته وو در نقش ولیعهد لی یونگ